# 哈德遜 (俄亥俄州)
41°14′23″N 81°26′27″W / 41.23972°N 81.44083°W
哈德遜（Hudson, Ohio）是美國俄亥俄州薩米特縣的一個城市。面積67.0平方公里。根據2000年美國人口普查，人口22,439人。